# Jules De Cremer
Jules De Cremer (Eisden, 16 februari 1927 - Brecht, 24 mei 2010) was een Belgisch politicus voor de CVP.

## Levensloop
Voor de gemeentefusie van 1976 was hij gemeenteraadslid en tussen 1971 en 1976 schepen te Sint-Job-in't-Goor. Na de gemeenteraadsverkiezingen van 1976 werd hij verkozen tot gemeenteraadslid op de CVP-kieslijst van de fusiegemeente Brecht. Bij de stembusgang van 1982 kwam De Cremer op voor de partij Volksbelangen en werd voor deze partij verkozen. In februari 1983 werd evenwel bekend dat hij (samen met Herman Verheyen) terugkeerde naar de CVP, waardoor deze partij een volstrekte meerderheid bekwam. Circa een maand later werd hij als burgemeester aangesteld. 
Bij de gemeenteraadsverkiezingen van 1988 werd De Cremer herverkozen en behaalde daarbij 858 voorkeurstemmen. Voor de komende legislatuur vormde hij met zijn CVP een bestuursmeerderheid met PVV en SP. Halfweg de bestuursperiode zou hij de burgemeesterssjerp doorgeven aan partijgenoot Paul Goossens. Toen hij evenwel zijn mandaat niet wilde afstaan, werd hij in oktober 1992 uit de partij gezet. Bij de stembusgang van 1994 kwam hij op met de partij GBSE, maar raakte niet opnieuw verkozen. Hij behaalde deze verkiezingen 275 voorkeurstemmen. Hij werd als burgemeester opgevolgd door CDB-er Jos Janssens.
In 1990 ontving hij het ereteken van ridder in de Kroonorde en in 1995 werd hem de eer verleend de titel van ereburgemeester te dragen. Zijn afscheidsplechtigheid vond plaats in de Sint-Michielskerk te Brecht. Zijn laatste rustplaats kreeg hij op het urnenveld van de begraafplaats van Brecht.